# Myobulla swedmarki
Myobulla swedmarki är en plattmaskart som först beskrevs av Tor Karling 1978, och fick sitt nu gällande namn av Artois och Schockaert 2000. Myobulla swedmarki ingår i släktet Myobulla och familjen Polycystididae. Inga underarter finns listade i Catalogue of Life.